# Pierre Pibarot
Pierre Pibarot (23 de juliol de 1916 - 26 de novembre de 1981) fou un futbolista francès.
Fou jugador i entrenador a l'Olympique Alès. Destacà com a entrenador. Dirigí entre d'altres el RCF Paris. Dirigí l'equip francès a la Copa del Món de 1954.